# Alex Rambal
Alex Enrique Rambal Ramírez (Barranquilla, 24 de septiembre de 1992) es un futbolista colombiano. Juega como defensa central y su equipo actual es el Always Ready de la Primera División de Bolivia.

## Trayectoria

### Inicios
Rambal realizó su proceso formativo las divisiones menores del Junior de Barranquilla, sin llegar a debutar decidió hace un alto en el camino e ingresa a cursar sus estudios universitarios en la licenciatura en educación física. Pero rápidamente es convencido por sus profesores, amigos y familiares para regresar al fútbol.
En 2011 ficha con el Barranquilla FC donde logra su debut profesional. En el club ocupó la posición de volante de creación. Disputó 25 partidos y anotó un tanto.

### 2013 - 2015
Para el segundo semestre de 2013 llega al Junior de Barranquilla donde permanece durante un año sin haber sumado ni un solo minuto en cancha. Rambal decide probar suerte en el fútbol paraguayo, donde después de varias pruebas logra un acuerdo con un club comandado por el entrenador Aldo Bobadilla, pero según comenta el jugador su transferencia no fue enviada a tiempo y no pudo ser inscrito. Tras su regreso al país se entrenó un tiempo en calidad de jugador libre con el Envigado FC.

### Valledupar F. C.
Luego de pasar casi 3 años sin jugar profesionalmente, el 18 de febrero de 2016 se oficializa la contratación del jugador al Valledupar Fútbol Club de la Categoría Primera B de Colombia. Marca su primer gol ante el Bogotá Fútbol Club de tiro penal, en la victoria 1-0. En el año 2018 ocupó la posición de central. Vuelve a marcar el 31 de marzo ante Tigres Fútbol Club el 3-2 parcial en el empate 3-3 final. En la temporada 2018 Rambal sería el capitán del equipo durante gran parte del año, y uno de los jugadores que despertarían el interés del Millonarios F.C, club con el cual el 'verdi-blanco' sostenía convenio.

### Millonarios
En diciembre de 2018 el jugador es puesto a prueba por el entrenador del conjunto 'Albi-Azul', Jorge Luis Pinto. El defensor ganaría el aval del director técnico y formaría parte de la temporada 2019 del equipo. Finalmente, el 15 de enero de 2018, el club oficializa la llegada del defensor. Debuta como titular el 27 de enero en la victoria por la mínima en su visita a Envigado FC. Marca su primer gol en la victoria 1-0 ante La Equidad el 23 de febrero en un partido válido por la fecha 6 de la Liga. Vuelve y marca de cabeza el 3 de abril ante Alianza Petrolera en la victoria 2 por 0 como visitantes, le volvería a marcar nuevamente a Alianza Petrolera el 26 de septiembre en la victoria 2 por 1.
A inicios del 2024 fichó por Adt de Tarma de la Liga 1 Perú. Logró clasificar a la Copa Sudamericana 2025.

## Clubes
| Club                | País     | Año         |
| ------------------- | -------- | ----------- |
| Barranquilla F. C.  | Colombia | 2011 - 2013 |
| Junior              | Colombia | 2013        |
| Valledupar F. C.    | Colombia | 2016 - 2018 |
| Millonarios         | Colombia | 2019        |
| La Equidad          | Colombia | 2020        |
| Always Ready        | Bolivia  | 2021 - 2022 |
| Deportivo Garcilaso | Perú     | 2023        |
| ADT                 | Perú     | 2024        |
| Always Ready        | Bolivia  | 2025 -      |

## Palmarés

#### Campeonatos amistosos
| Título            | Club        | País     | Año  |
| ----------------- | ----------- | -------- | ---- |
| Torneo Fox Sports | Millonarios | Colombia | 2019 |

## Estadísticas
| Club                          | Div.                | Temporada           | Liga  | Liga  | Copa Nacional | Copa Nacional | Copa Internacional | Copa Internacional | Total | Total |
| Club                          | Div.                | Temporada           | Part. | Goles | Part.         | Goles         | Part.              | Goles              | Part. | Goles |
| ----------------------------- | ------------------- | ------------------- | ----- | ----- | ------------- | ------------- | ------------------ | ------------------ | ----- | ----- |
| Barranquilla F. C. · Colombia | 2.ª                 | 2011                | 0     | 0     | 2             | 0             | -                  | -                  | 2     | 0     |
| Barranquilla F. C. · Colombia | 2.ª                 | 2012                | 0     | 0     | 0             | 0             | -                  | -                  | 0     | 0     |
| Barranquilla F. C. · Colombia | 2.ª                 | 2013                | 15    | 1     | 8             | 0             | -                  | -                  | 23    | 1     |
| Barranquilla F. C. · Colombia | Total               | Total               | 15    | 1     | 10            | 0             | 0                  | 0                  | 25    | 1     |
| Junior · Colombia             | 1.ª                 | 2013                | 0     | 0     | 0             | 0             | -                  | -                  | 0     | 0     |
| Junior · Colombia             | Total               | Total               | 0     | 0     | 0             | 0             | 0                  | 0                  | 0     | 0     |
| Valledupar F. C. · Colombia   | 2.ª                 | 2016                | 27    | 1     | 5             | 0             | 0                  | 0                  | 32    | 1     |
| Valledupar F. C. · Colombia   | 2.ª                 | 2017                | 25    | 1     | 5             | 0             | 0                  | 0                  | 30    | 1     |
| Valledupar F. C. · Colombia   | 2.ª                 | 2018                | 25    | 2     | 2             | 0             | -                  | -                  | 27    | 2     |
| Valledupar F. C. · Colombia   | Total               | Total               | 77    | 4     | 12            | 0             | 0                  | 0                  | 89    | 4     |
| Millonarios · Colombia        | 1.ª                 | 2019                | 33    | 3     | 5             | 0             | -                  | -                  | 38    | 3     |
| Millonarios · Colombia        | Total               | Total               | 33    | 3     | 5             | 0             | 0                  | 0                  | 38    | 3     |
| Total en su carrera           | Total en su carrera | Total en su carrera | 125   | 8     | 27            | 0             | 0                  | 0                  | 153   | 8     |